# فريال إرشيد
فريال ماهر محمود إرشيد (1945 -)، الزوجة الأولى للأمير محمد بن طلال، وهي فلسطينية الأصل من جنين ولدت في القدس، تخرجت من جامعة كولومبيا، أنجبت من الأمير محمد ولدين: الأمير طلال، والأمير غازي.
في يناير 2022؛ منحها الملك عبد الله الثاني وسام وميدالية مئوية الدولة الأردنية.

## حياتها
والدها فريد إرشيد هو سياسيٌ معروفٌ وأحد كبار ملّاك الأراضِي، وكان عضوًا في البرلمان الأردني ووزيرٍ وعضوٍ في مجلسِ الأعيانِ في الأردن منذ إعلان الضم 1948.  أما والدتها (فريدة فاهوم إرشيد) فشغلت منصب رئيسةَ مجلسِ إدارةِ جمعيّةِ الهلالِ الأحمرِ في الضفّةِ الغربيةِ.
التحقت فريال بكلية بيرزيت، درست لمدة عامين في الكلية الأمريكية للنساء في بيروت قبل زواجها. استأنفت دراستها وحصلت على درجة البكالوريوس من كلية الدراسات العامة بجامعة كولومبيا في عام 1999.
اهتمت الأميرةُ فريال منذ زمنٍ طويلٍ بدعمِ التعليمِ والنشاطاتِ الثقافيةِ داخلَ الأردنِّ وخارجهُ. وكان لها إسهامات في أعمالِ الإغاثةِ داخلَ مخيماتِ اللاجئينَ بسبب الحروبِ التي وقعت في المنطقةِ. وترأست في وقت لاحق جمعيةَ التنميةِ الرّيفيةِ في الأردن، وعملت على محوِ الأميةِ ورفعِ المستوى التعليمي وتأسيسِ برامجَ تنظيمِ الأسرةِ وتشجيعِ الحرفِ المحليةِ بالتعاون مع المزارعينَ وعشائر البدوِ.
في عام 1992، عينت سفيرةِ النوايا الحسنةِ لدى منظّمةِ اليُونسكو، ثم عُيّنت كمُستشارٍ خاصٍّ للأمينِ العام للمنظّمةِ العالمية. كما شاركت في عدة برامجَ برعاية اليُونسكو خصوصا البرامج التي تهتم بحمايةِ التراث الحضاري الإنسانيِّ والصحةِ وتعليم الأطفال.
في 1994 أطلقَت فريال منظمةَ الأملِ العالميةِ لأطفالِ الشوارعِ بالتعاونِ مع اليُونسكو، التي عملت مع فرقٍ ميدانية تابعة لصندوقِ صحةِ الأطفالِ لتقديمِ الرعايةِ اللازمة الفورية للأطفالِ في الملاجئ. وفي عامِ 2005، عُيّنت سفيرة للتعليم العالمي وشاركت بانتظامٍ في ورشاتِ عملٍ ولقاءاتٍ وحملاتِ جمعِ التبرعاتِ.
وفي آذار من عام 2003، انتُخِبت فريال عضواً في مجلسِ أُمناءِ رابطةِ الأُممِ المتحدةِ، بالإضافةِ إلى كونها عضواً في مجلسِ أُمناءِ لجنةِ الإنقاذِ الدوليّةِ للّاجئين (مقرّها في نيويورك). وفي أيار عام 2007، عَيّنت في السفارةِ الأردنيةِ في واشنطن في منصب وزيرٍ مفوّضٍ برتبةِ سفير.
كما شغلت فريال عضوية المناصب الفخرية التالية:
- مجلس إدارة جمعية الأمم المتحدة مارس 2003.[8]
- مجلس أمناء لجنة الإنقاذ الدولية ومقرها نيويورك.[9]
- المجلس الدولي في جامعة كولومبيا.[10]
- مجلس أمناء مكتبة نيويورك العامة.[11]
- أمين متحف الفنون الزخرفية بباريس.[12]
- المجلس الدولي لتيت مودرن في لندن.[13]
- وزير مفوض من قبل الحكومة الأردنية في مايو 2007 في السفارة الأردنية كسفير للولايات المتحدة.[14]
- مجلس إدارة متحف الفن الحديث برئاسة مجلس وزارة الشؤون البلدية.[15]
- متحف غوغنهايم عضو في دائرة الشرق الأوسط.[16]

علقت فريال على الأحداث الأخيرة التي وقعت في الأردن في القضية المعروفة إعلاميًا (قضية الفتنة) وكتبت على صفحتها الخاصة على موقع تويتر:
| فريال إرشيد | من المؤلم للعائلة أن ترى أحد رجالها الكبار يتصرف بطريقة غير ناضجة وطفولية. الأردن ليس روضة أطفال، من أجل الله، الأفعال التي لا يمكن إنكارها والتي تنتهك سيادة القانون وأكثر من ذلك. كونا واقعيين: الأم والإبن. | فريال إرشيد |

## حياتها الخاصة
تزوجت عام 1964 من الأمير محمد بن طلال (1940-2021) الشقيق الأصغر لملك الأردن الراحل الحسين بن طلال وعم الملك عبد الله الثاني وأنجبت منه:
- الأمير طلال بن محمد (ولد في 26 يوليو 1965).
- الأمير غازي بن محمد (ولد في 15 أكتوبر 1966).

ولكن هذا الزواج لم يكتب له الاستمرار فانفصلا عام 1978.
إخوتها الأشقاء هم: ماهر، مهند، عماد، بسمة، الأميرة عبير (زوجة الأمير عزيز سعيد طوسون من أحفاد محمد طوسون باشا الذي ينتمي إلى أسرة محمد علي بمصر [1805 - 1953]).